# الحوطة (ردفان)

تعديل مصدري - تعديل

الحوطة هي إحدى قرى عزلة الحبيلين بمديرية ردفان التابعة لمحافظة لحج، بلغ تعداد سكانها 32 نسمة حسب تعداد اليمن لعام 2004.